# Pseudomacrochenus antennatus
Pseudomacrochenus antennatus är en skalbaggsart som först beskrevs av Charles Joseph Gahan 1894. Pseudomacrochenus antennatus ingår i släktet Pseudomacrochenus och familjen långhorningar.
Artens utbredningsområde är:
- Laos.
- Myanmar.

Inga underarter finns listade i Catalogue of Life.